# Aglauropsis aeora
Aglauropsis aeora is een hydroïdpoliep uit de familie Olindiasidae. De poliep komt uit het geslacht Aglauropsis. Aglauropsis aeora werd in 1976 voor het eerst wetenschappelijk beschreven door Mills, Rees & Hand. 